# Not Now John
"Not Now John" é uma canção da banda britânica de rock Pink Floyd, lançada em maio de 1983. Originalmente, faz parte do disco The Final Cut, lançado no mesmo ano.
Escrita pelo baixista e cantor Roger Waters, é a única faixa do disco que traz David Gilmour nos vocais. A versão single é um pouco menor a apresentada no álbum, e teve um verso mudado para não utilizar a palavra fuck.
Um clipe da música foi produzido para o The Final Cut EP. A canção alcançou a sétima posição na Mainstream Rock Tracks.

## Composição
É a única faixa do álbum que não apresenta exclusivamente Waters nos vocais principais. Diferentemente da maioria das outras faixas de The Final Cut (1983), "Not Now John" tem um ritmo acelerado e dinâmico - e um estilo de hard rock - durante a maior parte de sua duração. Gilmour e Waters dividem os vocais, de forma semelhante à música "Comfortably Numb", de The Wall (1979), e representam diferentes "personagens" ou pontos de vista - Gilmour é o leigo ignorante e egoísta, enquanto Waters é o observador intelectual e responsável dos problemas do mundo.

## Videoclipe
No The Final Cut EP, o clipe mostra um garoto japonês andando em uma fábrica à procura de um soldado. A criança é confrontada por trabalhadores da fábrica jogando cartas e meninas gueixas antes de cair para a morte de um andaime e ser descoberta por um veterano da Segunda Guerra Mundial (interpretado por Alex McAvoy, que também interpretou o professor em Pink Floyd - The Wall). O vídeo foi dirigido pelo então cunhado de Waters, Willie Christie.ref name="mabbett-3">Mabbett, Andy (2010). Pink Floyd - The Music and the Mystery. London: Omnibus. ISBN 9781849383707</ref>

## Recepção
Em uma crítica sobre o lançamento de The Final Cut, Kurt Loder, da Rolling Stone, descreveu "Not Now John" como "uma das performances mais ferozes que o Pink Floyd já gravou". Em uma resenha retrospectiva do álbum, Rachel Mann, do The Quietus, descreveu "Not Now John" como "divertida, mas musicalmente grosseira e óbvia", dizendo ainda que "esse é o rock do Surrey Blues, tão insípido quanto as opiniões que ele procura satirizar".

## Ficha técnica
Banda
- Roger Waters - vocais, baixo, violão de doze cordas, produção musical, arranjos e teclado
- David Gilmour – guitarras, vocais
- Nick Mason – bateria

Músicos convidados
- Andy Bown – órgão hammond